# اسکالووی
اسکالووی (به انگلیسی: Scalloway) یک روستا در بریتانیا است که در شتلند واقع شده‌است. اسکالووی ۱٬۰۰۰ نفر جمعیت دارد.